# من البكتريا إلى باخ والعكس
من البكتيريا إلى باخ...وبالعكس: تطور العقول هو كتاب نشره الفيلسوف دانيال دينيت عام 2017 حول منشأ الوعي البشري، حيث يمهد دينيت في الكتاب لنظرية مادية عن العقل، ويجادل بأن الوعي ليس أكثر غموضا من الجاذبية.
يستند دانيال دينيت على أفكار من رينيه ديكارت وتشارلز داروين، فيقول في كتابه:
ويقول أيضا:

## تلقي النقاد
تقول الطبيبة هارييت هول في مراجعتها للكتاب لمجلة سكبتيكال إنكويرر Skeptical Inquirer أن «دينيت يستحق القراءة دائما، وأن كتابه الأخير يرشِّح خلاصة فكره الحالي وكل ما تعلمه عبر السنين». فهو «يناقش الكثير من الألغاز بحقائق وحجج من التطور وعلم الأعصاب». «يحذر دينيت من أننا إذا أردنا فهم الوعي «فعلينا ألا نفسح المجال لنظمنا الأخلاقية لئلا تحرِف تحقيقاتنا التجريبية منذ بدايتها»». ترى هول أن هذا الكتاب ليس مخصصا للقراءة السهلة، فهو مكتوب بعناية، إنه كتاب عليك أن تفكر مليّا وأنت تقرأه في «كيفية عمل الوعي ومنشأه».